# Augenfleck-Mirakelbarsch
Der Augenfleck-Mirakelbarsch (Calloplesiops altivelis) ist eine Fischart aus der Familie der Mirakelbarsche (Plesiopidae), die im Roten Meer und im tropischen Indopazifik von der Küste Ostafrikas bis nach Tonga und den Line Islands im Zentralpazifik und nördlich bis an die Küste des südlichen Japan vorkommt.

## Merkmale

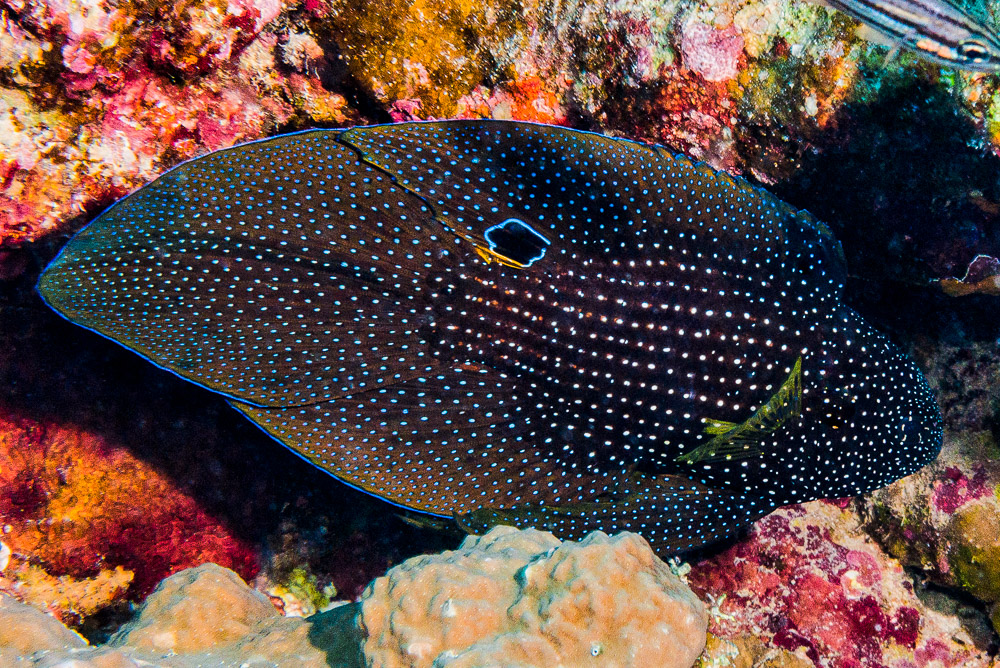
Ausgewachsenes Exemplar (der Kopf ist rechts)

Die Fischart erreicht eine Maximallänge von 20 cm, wobei die Standardlänge etwa beim 2,5-fachen der maximalen Körperhöhe liegt. Kopf, Rumpf und die unpaaren Flossen und die Bauchflossen sind braunschwarz gefärbt und mit zahlreichen kleinen hellblauen Punkten übersät. Die Flossenstrahlen der Brustflossen sind gelb, die Flossenmembran ist farblos und transparent. Ein schwarzer, blau umrandeter Augenfleck befindet sich oberhalb der Basis der letzten drei Rückenflossenstrahlen. Ein gelber Fleck liegt an der Basis der oberen Schwanzflossenstrahlen. Rücken- und Afterflosse sind am Ende spitz ausgezogen. Ihre inneren freien Ränder verlaufen parallel zum oberen und unteren Rand der sehr langen, am Ende abgerundeten Schwanzflosse. Äußere Geschlechtsunterschiede gibt es nicht.
- Flossenformel: Dorsale VIII–X/8–10, Anale III/9, Pectorale 17–20.[3]
- Schuppenformel: 19–20+9–10.

## Lebensweise

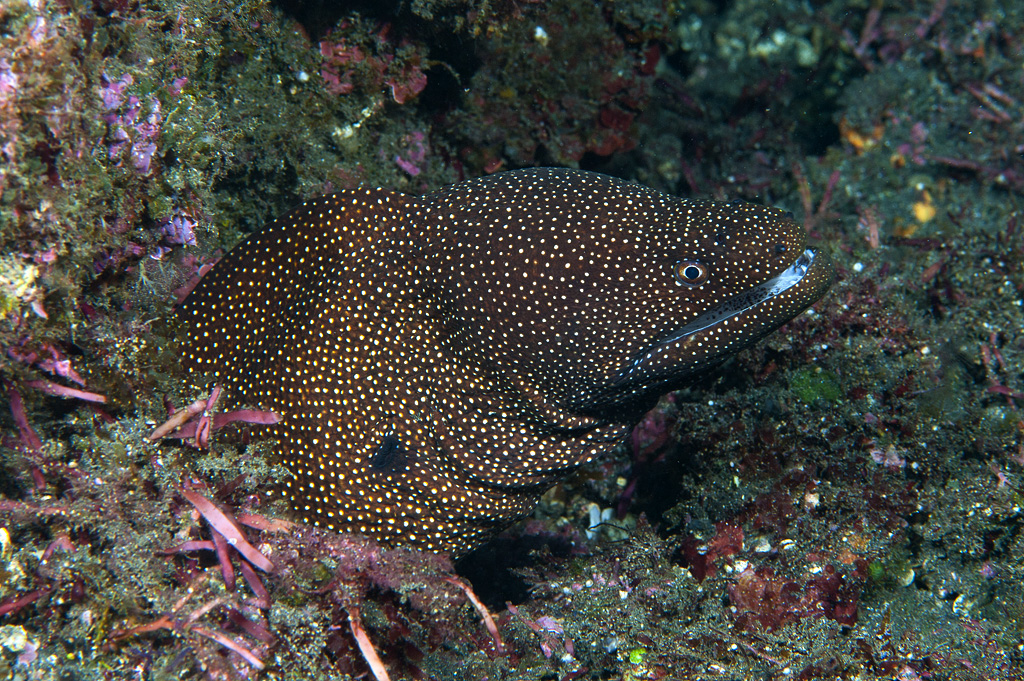
Das Muster des Augenfleck-Mirakelbarsches ähnelt der Musterung der räuberisch lebenden Perlenmuräne

Der Augenfleck-Mirakelbarsch lebt sehr versteckt in steilen Außenriffen in Tiefen von 3 bis 45 Metern und ist weitgehend nachtaktiv. Tagsüber hält er sich in Höhlen und unter Überhängen auf.
Der Augenfleck-Mirakelbarsch ist schon im Meerwasseraquarium nachgezogen worden. Deshalb ist seine Brutbiologie relativ gut bekannt. Die Fische laichen an einer Höhlenwand, an der die mit Klebefäden ausgestatteten Eier haften. Ein Gelege besteht aus etwa 500 Eiern mit einem Durchmesser von 1 mm. Der Laich wird vom Männchen bewacht und gesäubert. Bei einer Wassertemperatur von 26 °C schlüpfen die Larven nach 5 bis 6 Tagen. Sie sind dann etwa 3 mm lang, schon dunkel pigmentiert und schwimmen zunächst frei. Nach zwei Wochen bekommen die Jungfische auf den Körperseiten einen hellen Fleck und gehen zu einer verborgenen Lebensweise über. Nach fünf Monaten bildet sich der Augenfleck und mit einem Alter von sieben Monaten zeigen die Jungfische die Färbung der adulten Mirakelbarsche. Die maximale Lebensdauer in menschlicher Obhut liegt bei 8,5 Jahren.
Bei Verfolgung durch einen potentiellen Fressfeind flüchtet der Augenfleck-Mirakelbarsch mit dem Kopf voran in eine Höhe oder Felsspalte, belässt aber das Hinterteil draußen, das mit der dunklen Färbung, dem Punktmuster und dem Augenfleck wie der Kopf der Perlenmuräne (Gymnothorax meleagris) aussieht und auf den Feind abschreckend wirkt, ein Fall von Batesscher Mimikry.

## Systematik
Die Fischart wurde 1903 durch den österreichischen Zoologen Franz Steindachner unter der Bezeichnung Plesiops altivelis erstmals wissenschaftlich beschrieben. Das Typusexemplar stammte von der Küste der Insel Nias westlich von Sumatra. Die Gattung Calloplesiops wurde 1930 durch die amerikanischen Fischkundler Henry Weed Fowler und Barton Appler Bean eingeführt. Im gleichen Artikel beschrieben sie eine zweite Art, Calloplesiops argus, die sich nur durch ihre kleineren Punkte und das dichtere Punktmuster von Calloplesiops altivelis unterscheidet. Lange Zeit wurde Calloplesiops argus als Farbmorphe und Synonym von Calloplesiops altivelis geführt, inzwischen wird sie aber von Fishbase und „Eschmeyers Catalog of Fishes“ als eigenständige Art anerkannt. Synonyme von Calloplesiops altivelis sind Calloplesiops abulati, Calloplesiops niveus und Barossia barossi.